# Falégyfélék
A falégyfélék (Xylophagidae) a légyalkatúak alrendjének (Brachycera), azon belül a falégyalakúak alrendágának egyik és egyben egyetlen családja.

## Régebbi és újabb besorolás
Korábbi rendszerekben a falegyeket a kószalégyfélék (Rhagonidae) és a bögölyfélék (Tabanidae) legközelebbi rokonainak tartották, és az egyenes bábrésű legyek (Orthorrapha) közé helyezték. Az újabb kladisztikus és molekuláris biológiai vizsgálatok alapján indokolt külön alrendágba sorolni őket. A legújabb törzsfákon a Xylophagomorphákat a bögölyalakúak (Tabanomorpha) testvércsoportjaként ábrázolják (amennyiben elfogadjuk, hogy a Vermineloidae család a bögölyalakúak közé tartozik – bár ez nemigen támogatott elképzelés). Az összes légyalakú-alrendágra vonatkozó törzsfán tehát a következőképpen helyezkedik el a falégyalakúak alrendága.

## Jellemzőik
A falegyek nevüket onnan kapták, hogy lárváik a kidőlt fák kérge alatt vagy korhadó farönkben, esetleg humuszgazdag talajban fejlődnek. Azonban a lárvák nem a szerves törmelékkel, hanem a faanyagban illetve a talajban élő kisebb férgekkel és más rovarok lárváival táplálkoznak, tehát jellegzetesen ragadozó életmódot folytatnak.

## Jellegzetes fajok
A hazánkban élő legelterjedtebb falégyfaj a szagos falégy (Coenomyia ferruginea), mely onnan kapta nevét, hogy enyhe sajtszagot áraszt magából. Lárvái a humuszgazdag talajban fejlődnek.